# 德铁长途运输
德铁长途运输股份公司（德語：DB Fernverkehr AG）是一家从事铁路长途客运的铁路运营商，总部设于德国法兰克福，现为德铁机动物流的全资子公司。与它的姐妹公司德铁区域运输和德铁辛克铁路不同，德铁长途运输在德国的铁路市场上仍然占据着垄断地位，因为它在细分市场上每天运营着数百班列车，而所有竞争对手提供的日均长途列车服务加起来不过10-15班。

## 历史
1999年1月1日，作为德国铁路进行第二阶段私有化改革的一部分，原经营长途客运的业务部门重组为半独立性质的“德铁游览旅行股份公司”（DB Reise & Touristik AG），并在2003年改为现名。2001年，公司决定将其所有的长途列车外观统一采用ICE列车颜色的涂装（浅灰色配红色条纹），据知情人士透露，外观翻新的费用高达3亿德国马克。
2001年1月中旬，公司又宣布将投资2亿德国马克将所有列车改造为与ICE列车一致的舒适和品质标准。这是在其采购了另外28组ICE-T列车和13组ICE-3列车以及将117组机辆模式的城际列车翻新后作出的承诺。公司拥有的ICE-1列车已于2005年至2008年间进行了大量的重新设计，将继续服役10-15年，而现有的ICE-2列车则计划在2013年翻修。从2015年开始，ICE-T列车也将进行重新设计。
在车队扩充方面，德国铁路已经订购了16组全新的ICE-3列车。这些被命名为407型的电力动车组将在2012年至2013年交付。此外，公司还订购了将运用于城际列车服务的135辆双层车厢，它们将构成采取5节编组的27组列车。为了配合这类列车的牵引需求，公司同时还订购了全新的146.2型机车。该合同的总价值约3.6亿欧元，并将从2013年12月起投入服务。
随着ICx列车的建造合同的签订，德国铁路迎来了其历史上金额最大的订单。2011年5月9日，德国铁路与西门子在该合同上签字，价值630亿欧元的订单正式生效。德国铁路共订购了220组ICx列车，计划从2016年起陆续交付使用，将首先更换机辆模式的城际列车，然后取代ICE-1列车和ICE-2列车。为了弥补ICx列车交付的时间差，约770辆现有的城际列车车厢将进行重新设计。从2012年至2014年底，这些车厢将在明斯特、卡塞尔和纽伦堡的工厂进行现代化改造，耗资约2.5亿欧元。经过改造的车厢预计将可服役至2023年
。

## 产品
德铁长途运输提供德国国内及欧洲范围内的铁路长途客运服务，其运营的列车类别包括城际特快列车、城际列车及欧城列车。截至2010年，该公司平均每日发送列车约1300班次。

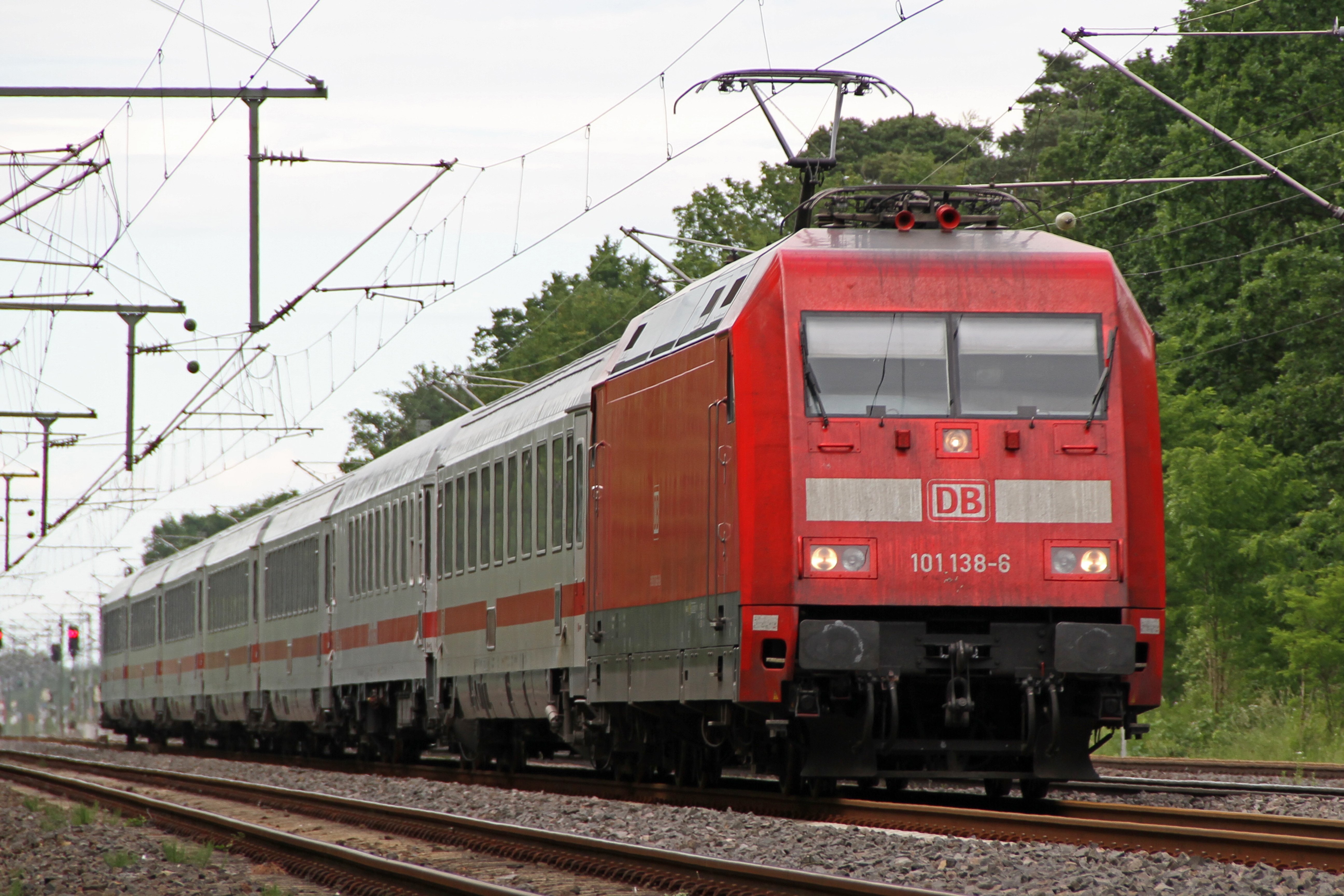
城际列车车组

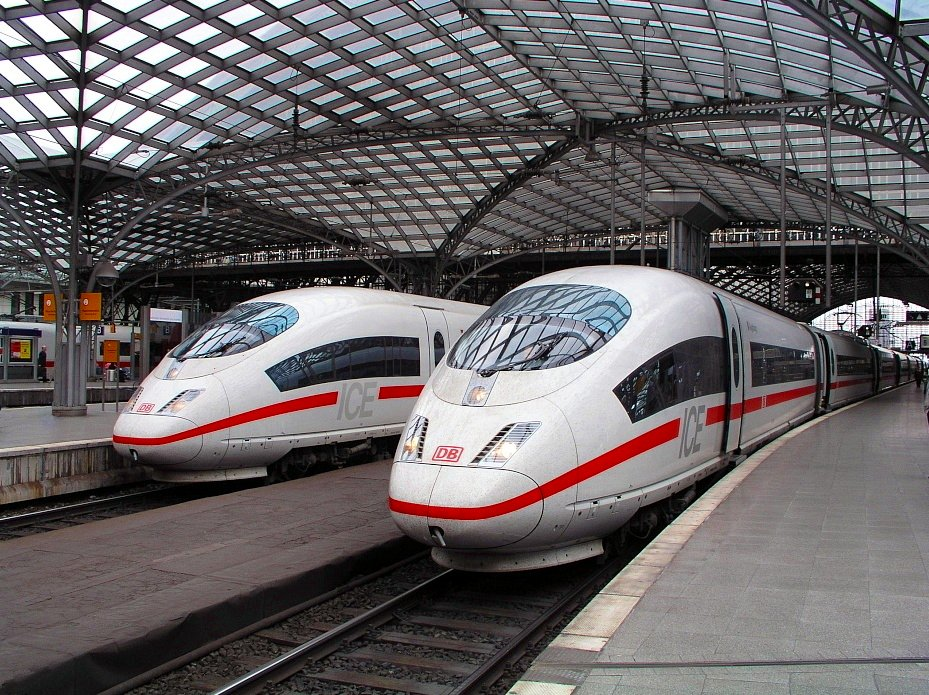
ICE-3，德铁长途运输的旗舰车型

### 车队
为了运营这些列车，德铁长途运输拥有一个庞大的铁路车辆队伍。除了2057辆铁路客车外，还拥有以下型号的车辆：
电力机车：
- 101型
- 103型（仅1台）
- 120型
- 181型
- 186型（租用）

此外，也会使用180型或者频率更少的使用115型机车来牵引城际列车或欧城列车。
柴油机车：
- 218型
- 335型

此外，配属德铁区域运输的218型和配属德铁辛克铁路的234型或232型机车偶尔也会客串牵引城际列车或欧城列车。
电力动车组：
- 401型（ICE-1）
- 402型（ICE-2）
- 403/406型（ICE-3）
- 411/415型（ICE-1）

柴油动车组：
- 605型（ICE-TD）

## 子公司
铁路长途客运领域中的汽车列车及夜间列车的业务由其子公司德铁汽车列车有限公司运营，总部设于多特蒙德。

## 经济状况
与其姐妹公司德铁区域运输不同，德铁长途运输主要进行商业化运作。由于在德国只有极少数公司以自身的名义经营长途列车，因此德铁长途运输几乎没有竞争对手。截至2012年，只有三家其它公司在德国提供定期长途列车服务：
- 威立雅运输集团
  - InterConnex（德语：InterConnex）（莱比锡-柏林-罗斯托克-瓦尔讷明德）
  - 哈茨-柏林快车（柏林-波茨坦-马格德堡-哈尔伯施塔特（车厢分离）-奎德林堡-韦尔尼格罗德-菲嫩堡）
- 格奥尔格交通组织（德语：Georg Verkehrsorganisation）
  - 柏林-马尔默的夜间列车
- 汉堡-科隆快线（德语：Hamburg-Köln-Express）
  - 汉堡-奥斯纳布吕克-杜伊斯堡-科隆

截至2012年9月底，沃格兰铁路（Die Länderbahn）运营的沃格兰快线（普劳恩-茨维考-开姆尼茨-里萨-柏林）也是一条长途列车线路，但现在已改为巴士运营。
2006年，德铁长途运输首次公布了三个竞争对手在2005年12月至2006年12月的运行总里程为82万公里（上年同期为69万公里）。